# Miichthys miiuy
Miichthys miiuy es una especie de pez de la familia Sciaenidae en el orden de los Perciformes.

## Morfología
• Los machos pueden llegar alcanzar los 70 cm de longitud total.

## Hábitat
Es un pez de clima templado y demersal que vive entre 15-100 m de profundidad.

## Distribución geográfica
Se encuentra desde el oeste del Japón hasta el Mar de la China Oriental.

## Uso comercial
Es empleado en la medicina tradicional china.

## Observaciones
Es inofensivo para los humanos.